# По прочтении псалма
По прочтении псалма (соч. 36) — кантата C. И. Танеева в трёх частях, на текст А. С. Хомякова. Создавалась на протяжении 1912—1914 годов.

## Части
I часть
1. Хор
…Земля трепещет.
По эфиру катится гром из края в край.
То Божий глас: он судит миру
«Израиль, мой народ, внимай!»
2. Двойной хор
Израиль! Ты мне строишь храмы,
И храмы золотом блестят.
И в них курятся фимиамы,
И день, и ночь огни горят.
Израиль! Ты мне строишь храмы,
И храмы золотом блестят.
3. Хор. Тройная фуга
К чему мне пышных храмов своды,
Бездушный камень, прах земной?
Я создал землю, создал воды,
Я небо очертил рукой.
Хочу и словом расширяю
Предел безвестных вам чудес.
И бесконечность созидаю
За бесконечностью небес.
II часть
4. Хор
К чему мне злато? В глубь земную
В утробу вековечных скал
Я влил, как воду дождевую,
Огнём расплавленный металл.
Он там кипит и рвётся сжатый
В оковах тёмной глубины,
А ваши серебро и злато —
Лишь всплеск той пламенной волны.
5. Квартет
К чему куренья? Предо мною
Земля со всех своих концов
Кадит дыханьем под росою
Благоухающих цветов
6. Квартет и хор
К чему огни? Не я ль светила
Зажёг над вашей головой?
Не я ль, как искры из горнила
Бросаю звёзды в мрак ночной?
III часть
7. Интерлюдия
Твой скуден дар…
8. Ария
…Есть дар бесценный.
Дар, нужный Богу твоему,
Ты с ним явись. И, примиренный,
Я все дары твои приму.
Мне нужно сердце чище злата.
И воля крепкая в труде;
Мне нужен брат, любящий брата,
Нужна мне правда на суде!
9. Двойной хор (заключительный)
Мне нужно сердце чище злата.
И воля крепкая в труде;
Мне нужен брат, любящий брата,
Нужна мне правда на суде!
Мне нужно сердце чище злата.

## История создания
Замысел о создании 2-й кантаты «По прочтении псалма» появился у Танеева намного раньше даты создания. По прочтении псалма — последнее крупное сочинение композитора. В кантате с огромной силой проявились главнейшие особенности танеевской музыки.

## Записи
(исполнители даются в следующем порядке: дирижёр; солисты: сопрано, альт, тенор, бас; хор, оркестр)
- 1977: дирижёр Евгений Фёдорович Светланов; солисты: Аделина Козлова, Раиса Котова, Юрий Антонов, Юрий Белокрынкин; Государственная академическая хоровая капелла России имени А. А. Юрлова, Государственный симфонический оркестр СССР
- 2003: дирижёр Михаил Васильевич Плетнёв; солисты: Лолита Семенина, Марианна Тарасова, Михаил Губский, Андрей Батуркин; Государственная академическая певческая капелла Санкт-Петербурга имени М. И. Глинки, Хор мальчиков Хорового училища имени М. И. Глинки; Российский национальный оркестр.
- 03 апреля 2011 года. Свердловская областная филармония. Дирижёр, лауреат Государственной премии СССР (1987), Народный артист России (2000), лауреат Национальной театральной премии «Золотая маска» (2012), Евгений Владимирович Бражник. Хормейстер, Заслуженный деятель искусств (?) Вера Семёновна Давыдова. Свердловский филармонический оркестр. Два хора, один из которых — Хор Свердловской филармонии.

## Состав оркестра
Деревянные духовые
Флейта пикколо
2 флейты
2 гобоя
английский рожок
2 кларнета (B, A)
бас-кларнет (B)
3 фагота
контрафагот
Медные духовые
4 валторны (F)
3 трубы (B)
3 тромбона
Туба
Ударные
Литавры
Треугольник (музыкальный инструмент)
Малый барабан
Тарелки
Большой барабан
Там-там
Арфа
Хор(Смешанный)
Солисты: Сопрано, Альт, Тенор и Бас
Струнные
скрипки I
скрипки II
Альты
Виолончели
Контрабасы